# 比尼峰
比尼峰（英語：Binnie Peaks），是南極洲的山峰，位於南喬治亞群島，處於羅梅羅夫角以北，海拔高度430米，由英國南極名稱諮詢委員命名，由英國海外領土管轄。